# スポンデイオス
スポンデイオス（古代ギリシア語: σπονδεῖος / spondeios）は、西洋古典詩の韻脚のひとつ。長長格とも呼ばれ、2つの長い音節から構成される。近代西洋詩では、音節の長短をアクセントの強弱に置き換えて、2つのアクセントの強い音節が続く脚構成に用いられるようになった（強強格と訳される）。英語ではスポンディー（spondee、形容詞形spondaic）と呼ばれる。
スポンデイオスの名はスポンデー（神に献酒すること）に由来し、献酒して条約を結ぶときに使われるようなゆっくりした韻脚を意味する。

古典叙事詩やエレゲイアではダクテュロス（長短短格）のかわりに使われることが多い。たとえばホメーロス『イーリアス』冒頭の
Μῆνιν ἄ- | ειδε, θε- | ά, Πη- | ληϊά- | δεω Ἀχι- | λῆος
怒りを歌え、女神よ、ペーレウスの子アキレウスの
は長短短六歩格だが、3つめの韻脚「ά, Πη-」はスポンデイオスになっている（なお、行の最後の韻脚はスポンデイオスまたはトロカイオスのいずれかを使う）。
英語詩においてはいささかユニークに、最低でも1つのアクセントの弱い音節を含む、多くの他の韻脚のようにふるまう。
スポンデイオスだけで重厚な詩を作ることは現実的に無理である。従って主に、アナパイストス（弱弱強格）的な構造の中の変化として発生する。
たとえば、G・K・チェスタートン『Lepanto』の次の2行「White founts falling in the courts of the sun / And the Soldan of Byzantium is smiling as they run」を例にあげてみる。（太字は強勢、「|」は脚韻の区切り）
White founts | fall-ing | in the courts | of the sun
And the Sol- | dan of By-zan | -ti-um is smi | -ling as they run
2行とも基本的に弱弱強四歩格であるが、2行目の2・3・4番目の韻脚は弱弱弱強格に、また1行目の2番目の韻脚（「falling」）は強弱格に置き換えられている。そして1行目の最初の韻脚（「White founts」）に使用されているのがスポンデイオスである。チェスタトンがそのように変えたのは、書くことの直感的認識よりも、聞き慣れない音を持たせたかったからだろう。スポンデイオスはそのような効果を生む。
テニスンはしばしば自作において、スポンデイオスとピュリキオス（弱弱格）の代用を用いている。『Ulysses』を例に挙げる。
This is my son, mine own Te-le-ma-chus
To whom I leave the sce-pter and the isle,
Well-loved of me, dis-cern-ing to fulfill
This la-bor, by slow pru-dence to make mild
A rug-ged peo-ple, and through soft de-grees
Sub-due them to the use-ful and the good.
3行目の「Well-loved」、4行目の「This la-」、「slow pru-」、「make mild」がスポンデイオスである。
Be near me when my light is low,

When the blood creeps and the nerves prick

And tingle; and the heart is sick, 

And all the wheels of Being slow. 
-from In Memoriam
この抜粋の中には2つのスポンデイオスがある。「blood creeps」と「nerves prick」である。
スポンデイオスを使った詩のもうひとつの例は、ジェラード・マンリ・ホプキンスの『Pied Beauty（まだらの美）』である。その6行目に、ホプキンスはスポンデイオスを強調するマークをつけている。
- And áll trádes, their gear and tackle and trim.

それだけでなく詩の最後も短いスポンデイオスの行で以下のように締めくくられる。
- Praise Him.